# Kexholms landskommun

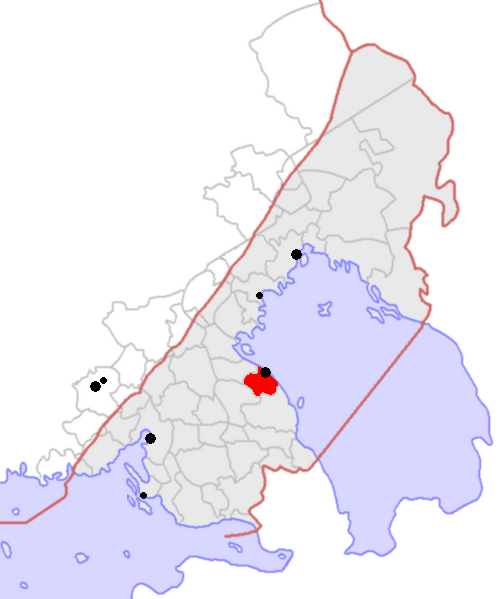
Kexholms landskommun, markerad med rött

Kexholms landskommun (finska: Käkisalmen maalaiskunta, ryska: Priozersk) var en tidigare kommun i Kexholms härad i Viborgs län. Den inledde sin verksamhet år 1870. Kommunens centrum låg i Tenkalahti söder om Vuoksen. Ytan (landareal) var 178,6 km².
Kommunen hade dragit nytta av det ekonomiska uppsvinget efter Saima kanals färdigställande 1856 men led som det övriga landet av nödåren på 1860-talet. Därefter försköts jordbruksproduktionen från spannmålsodling till boskapsskötsel och ändringen finansierade med nya inkomster från skogen och pappersindustrin. Befolkningen ökade någorlunda jämnt från knappt 2 000 år 1870 till drygt 4 000 år 1930 men under 1930-talet ökade befolkningen till ca 5 000 personer. Landskommunen hade vid det laget utvecklats till en förort till staden och befolkningsökningen var en följd av stadsindustrins framväxt. Samtidigt minskade befolkningen i de omkringliggande landskommunerna. År 1940 evakuerades kommunens befolkning till Heinola, Gustav Adolfs, Sysmä och Asikkala.
Kexholms landskommun var enspråkigt finsk och blev en del av Sovjetunionen efter andra världskriget.